# You Must Build a Boat
You Must Build a Boat est un jeu vidéo de puzzle et de rôle développé et édité par EightyEight Games, sorti en 2015 sur Windows, Mac, iOS et Android.

## Accueil
- Game Informer : 9/10[1]
- Pocket Gamer : 8/10[2]